# Sune Duevang Agerschou
Sune Duevang Agerschou (* 10. März 1974 in Esberg) ist ein ehemaliger dänischer Handballtorwart.

## Leben
1998/99 spielte er für das Team Esbjerg, wechselte dann zum GOG Gudme, bis er 2001/02 für den deutschen SC Magdeburg antrat und mit dem Verein die EHF Champions League gewann. In der Saison 2002/03 wechselte er wieder nach Dänemark zu Skjern Håndbold.
Ab 1999 bis 2008 war er Torwart der dänischen Männer-Handballnationalmannschaft und wurde in 33 Länderspielen eingesetzt. Er ist 1,92 Meter groß und hatte ein Gewicht von 91 Kilogramm.
2010 musste er aus gesundheitlichen Gründen seine sportliche Karriere beenden. Agerschou ist seitdem für ein von ihm etwa 2007 gegründetes Beratungsunternehmen tätig.